# Ľubomír Guldan
Ľubomír Guldan (* 30. ledna 1983, Banská Bystrica) je slovenský fotbalový obránce a bývalý reprezentant, momentálně působí v polském týmu Zagłębie Lubin.

## Klubová kariéra

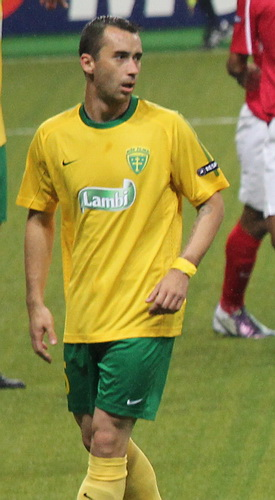
Ľubomír Guldan v dresu MŠK Žilina.

Guldan začínal svou fotbalovou kariéru v klubu FC Senec, kde působil i jako kapitán týmu. Po úspěšných testech ve švýcarském klubu FC Thun do něj v červenci 2007 přestoupil, přičemž podepsal tříletou smlouvu. V sezóne 2008/09 se v zimním přestupovém období vrátil na Slovensko do klubu MŠK Žilina (v lednu 2009). Zde působil 2 roky a v sezóně 2009/10 získal s klubem ligový titul. V sezóně 2010/11 se představil se Žilinou vedenou českým trenérem Pavlem Hapalem v Lize mistrů. V únoru 2011 sešlo z jeho přestupu do polského celku Cracovia Kraków.

### PFK Ludogorec Razgrad
Po sezóně přestoupil do týmu nováčka bulharské nejvyšší soutěže PFK Ludogorec Razgrad, kde podepsal roční smlouvu s opcí. Hned ve své první sezóně 2011/12 získal s Razgradem double (ligový titul i vítězství v bulharském fotbalovém poháru). 11. července 2012 k nim přidal i triumf v bulharském Superpoháru. V sezóně 2012/13 s klubem ligový titul obhájil, v posledním kole Razgrad předstihl Levski Sofia.

### Zagłębie Lubin
V červenci 2013 po vypršení smlouvy s Razgradem se stal volným hráčem a podepsal dvouletou smlouvu s polským klubem Zagłębie Lubin. V lednu 2014 se o něj zajímal bulharský trenér řeckého týmu AEL Limassol Ivajlo Petev, který hráče vedl během svého působení v Ludogorci Razgrad.

## Reprezentační kariéra

### Mládežnické reprezentace
Díky 3. místu z Mistrovství Evropy U19 2002 postoupilo Slovensko o rok později na Mistrovství světa hráčů do 20 let 2003 ve Spojených arabských emirátech a Guldan byl součástí týmu. Slovenská reprezentace skončila se šesti body druhá v základní skupině A (za Burkinou Faso) a postoupila do osmifinále, v němž podlehla Brazílii 1:2 po prodloužení.

### A-mužstvo
30. května 2012 debutoval v A-mužstvu Slovenska v přátelském zápase s domácí Nizozemskem, šel na hřiště v průběhu druhého poločasu (zápas skončil vítězstvím domácího Nizozemska 2:0). Hned v následujícím přátelském utkání 15. srpna nastoupil v Odense v průběhu druhého poločasu na hřiště (77. minuta) proti Dánsku a za několik minut vstřelil gól na konečných 3:1 pro Slovensko. 14. listopadu 2012 nastoupil v přátelském utkání v Olomouci proti České republice (nastoupil v závěru prvního poločasu), slovenský národní tým prohrál 0:3.
V březnu 2013 figuroval v nominaci slovenského národního týmu pro kvalifikační zápas na MS 2014 v Brazílii s Litvou (22. března) a přátelské utkání se Švédskem (26. března, oba zápasy měly dějiště v Žilině na stadiónu Pod Dubňom). Do zápasu proti Litvě (který skončil remízou 1:1) nezasáhl, zatímco v utkání se Švédskem odehrál kompletní počet minut. Střetnutí skončilo bezbrankovou remízou.

### Reprezentační góly
Góly Ľubomíra Guldana v A-mužstvu Slovenska
| Gól | Datum       | Stadion                      | Soupeř | Skóre (min.) | Výsledek | Soutěž          |
| --- | ----------- | ---------------------------- | ------ | ------------ | -------- | --------------- |
| 010 | 15. 8. 2012 | TRE-FOR Park, Odense, Dánsko | Dánsko | 01:3 0(84.)  | 1:3      | přátelský zápas |